# Pierre Fyot
Pierre Fyot, né à Dijon le 7 juin 1923,, est un médecin et résistant français.

## Biographie
Issu d'une grande famille bourgeoise catholique, il s'engage dans la Résistance en 1943, dans le maquis Voisines dont il est l'un des seuls survivants et participe aux campagnes d'Alsace et d'Allemagne avec la 1re armée.
Il s'engage en 1947 dans le Corps expéditionnaire français pendant la guerre d'Indochine.
Démobilisé en 1949, il ouvre son cabinet de médecin de campagne en 1950 en Kabylie. Très aimé de ses voisins musulmans, y compris des membres du Front de libération nationale algérien, il est violemment choqué par l'assassinat de l'administrateur militaire Gérard Jacquotte, le frère d'un ami, Hubert, tombé sous ses yeux au maquis, et rejoint pour le venger un escadron de la mort anti-FLN.
Après l'indépendance de l'Algérie en 1962, il dirige à Dijon un laboratoire de biologie médicale d'une quarantaine de personnes. 
En 1968, il rejoint, au Biafra en guerre, les médecins français à l'origine de l'association Médecins sans frontières, dont il est membre fondateur.

Grand ami de leur leader, Bernard Kouchner, il le suivra après la rupture de 1980 et fondera avec lui Médecins du monde. Il sera de toutes les grandes missions de ces deux associations.
Président d'honneur de la Guilde européenne du Raid, il a raconté ou romancé son expérience, dans une série d'ouvrages tout au long de sa vie, où se lit son esprit d'aventure, son goût du risque et sa passion de la liberté.
Le réalisateur Jacques Perrin tirera sa série Médecins des hommes (1988) d'un livre de Pierre Fyot, Les Remparts du silence (1985).[réf. nécessaire]

## Œuvres
- Le Vent de la Toussaint : Un médecin dans le djebel, Nouvelles éditions latines, 1967
- Les Remparts du silence, Robert Laffont, 1985
- Les Années vert-de-gris, Delérins, 1997
- Quand souffle la folie, Robert Laffont, 2005
- Le Carnaval des ardents, Éditions de l'Armançon, 2010